# Harrie Jansen

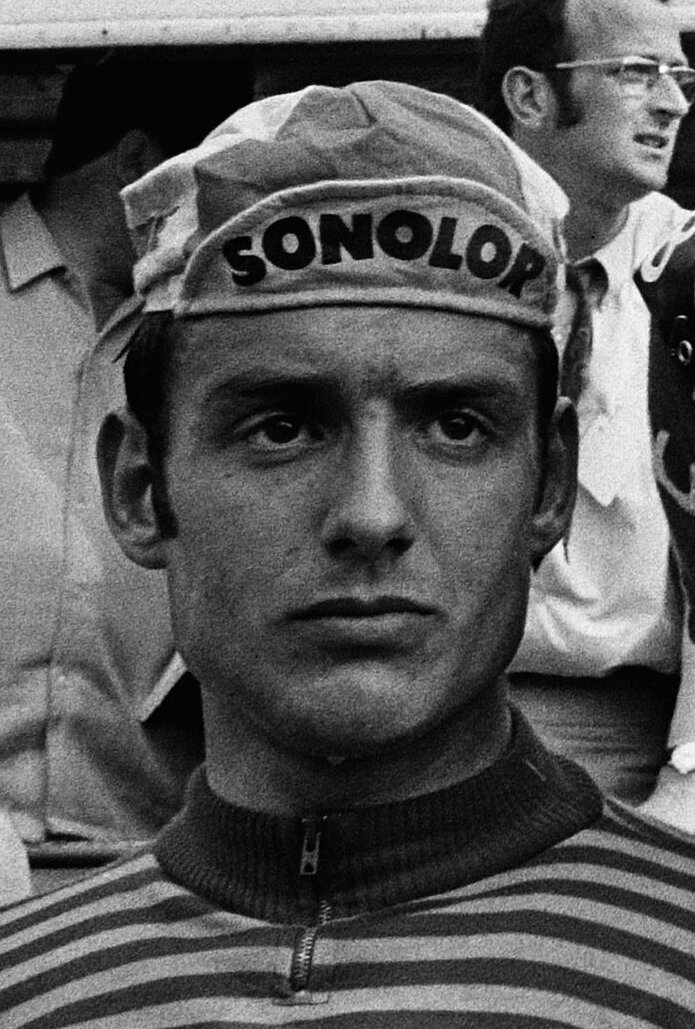
Harrie Jansen bei den niederländischen Straßenmeisterschaften 1970

Harrie Jansen (* 25. Januar 1947 in Amsterdam) ist ein ehemaliger niederländischer Radrennfahrer und nationaler Meister im Radsport.

## Sportliche Laufbahn
Jansen war im Straßenradsport aktiv und Teilnehmer der Olympischen Sommerspiele 1968 in Mexiko-Stadt. Im olympischen Straßenrennen kam er auf den 24. Platz.
1967 gewann er die Eintagesrennen Ster van Zwolle, Dwars door Gendringen, Ronde van Zuid-Holland und eine Etappe der Belgien-Rundfahrt für Amateure. 1968 siegte er im Prolog der Olympia’s Tour, auf der 4. Etappe des Circuit des Mines und in der Ronde van Noord-Holland (ebenso 1969). In der folgenden Saison folgte ein Etappensieg in der Österreich-Rundfahrt. 1969 wurde er bei den nationalen Meisterschaften im Bahnradsport Titelträger in der Mannschaftsverfolgung. Mit ihm gewannen Tino Tabak, Leijn Loevesijn und Frans van de Ruit den Titel für den Verein ASC Olympia Amsterdam.
Zweite Plätze holte er in den Rennen Ronde van Zuid-Holland 1969 hinter Piet van der Kruys, in der niederländischen Straßenmeisterschaft 1970 hinter Peter Kisner und in der Nordwestschweizer Rundfahrt 1972 hinter Erich Spahn.
1970 wurde er Berufsfahrer im Radsportteam Sonolor-Lejeune und blieb bis 1973 als Radprofi aktiv. Er fuhr auch für die deutschen Mannschaften Ha–Ro, Rokado und Batavus. Jansen siegte in einigen Kriterien in den Niederlanden und in Deutschland. In seiner ersten Saison als Radprofi war er im Tom Simpson Memorial erfolgreich.
Im Rennen der UCI-Straßen-Weltmeisterschaften 1971 belegte er den 37. Platz.

## Familiäres
Harrie Jansen ist der Bruder von Jan Jansen und André Jansen, die ebenfalls Radrennfahrer waren.

## Berufliches
Nach seiner Radsportkarriere war Jansen einige Zeit Radsportreporter für einen niederländischen Radiosender. Später war er in verschiedenen Radsportteams (so PDM) in der Öffentlichkeitsarbeit tätig.